# Beau Revel
Beau Revel é um filme mudo norte-americano dirigido por John Griffith Wray e lançado em 20 de março de 1921 pela Paramount Pictures.